# Slip On Through
«Slip On Through» es una canción escrita por el baterista de The Beach Boys Dennis Wilson, grabada junto a su grupo pero cantada por él, es la primera canción del álbum Sunflower. El sencillo fue publicado a mediados del 1970, pero no alcanzó ninguna lista, ni en los Estados Unidos, ni en el Reino Unido.

## Grabación
Una cinta con catorce temas prolíficos de Sunflower tenía: "Slip On Through", "Walkin'", "Forever", "Games Two Can Play", "Add Some Music to Your Day", "When Girls Get Together", "Our Sweet Love", "Tears in the Morning", "Back Home", "Fallin' In Love", "I Just Got My Pay", "Carnival", "Susie Cincinnati" y "Good Time". Este fue el momento cuando despertó el interés del presidente de Warner Bros, Mo Ostin, para hacer un contrato con el grupo.
La versión original de la canción fue descartada y se grabó una nueva. La primera grabación se registró en los Gold Star Studios en Hollywood, y la canción que aparece en Sunflower fue registrada en el estudio casero de Brian Wilson el 6 de octubre de 1969. La mayoría de las canciones de Sunflower fueron grabadas en el estudio de la casa de Brian.

## Publicaciones
El 31 de agosto de 1970 "Slip On Through" se publicó como la canción de apertura del álbum Sunflower, el álbum comienza con una enérgica canción.
«Slip On Through» fue publicada en sencillo con «This Whole World» como lado B, el sencillo no alcanzó ninguna lista.

### Personal
The Beach Boys
- Dennis Wilson - voz principal, órgano
- Al Jardine - guitarra, voz
- Mike Love - voz
- Carl Wilson - órgano, voz
- Bruce Johnston- piano, voz
- Brian Wilson - bajo eléctrico, voz

Músicos de sesión
- Ray Pohlman - bajo eléctrico
- Dennis Dragon- batería
- Jerry Cole- guitarra
- Stephen Desper – ingeniero de sonido

## Comentarios
«Es una canción muy dinámica», recuerda Brian Wilson, de "Slip On Through", hablando en su casa de Los Ángeles en abril de 2000, ofreció un comentario exclusivo en cada una de las canciones de la reedición de Sunflower con Surf's Up. "Dennis, estaba muy orgulloso, porque realmente era un rock and roll. Dennis hizo cosas energéticas muy interesantes".